# Leclaireur
Pour les articles homonymes, voir L'Éclaireur.
 (mars 2024).
Leclaireur (stylisé LECLAIREUR) est un concept store multi-points de vente créé en 1980 par Martine et Armand Hadida.

## Histoire
Martine et Armand Hadida créent Leclaireur en 1980,. La première boutique Leclaireur voit le jour dans une ancienne galerie d'art Avenue des Champs-Élysées.
Leclaireur construit sa réputation en détectant les talents émergents de la mode et en se positionnant tôt sur les concept stores : les vêtements sont présentés dans des boutiques où le mobilier et les éléments architecturaux découlent d'une vision artistique[Laquelle ?].
En 2009, elle ouvre une boutique de la rue de Sévigné dans le Marais, à Paris. Fin 2009, l'enseigne possède six magasins à Paris et un à Tokyo. En 2011, la marque ouvre sa boutique en ligne.
Tous les deux ans, l'enseigne organise une braderie. En 2012, cette braderie met à l'honneur l'association Rose, qui travaille pour la lutte contre le cancer. Lors de cette liquidation sont vendues cinq robes appartenant à des actrices telles Zoé Felix et Audrey Fleurot.
Leclaireur crée sa première collection en 2014, destinée aux hommes, composée de t-shirts, sweatshirts, chemises, chaussures, vestes de costumes et maillots de bain réalisés dans des matières luxueuses. Les produits sont repérés par le logo des magasins, un œil dont l'iris a la forme d'un cœur. La collection comporte des produits réalisés en collaboration avec les ateliers des marques habituellement distribuées par Leclaireur. 
En 2016, un nouvel espace de vente ouvre ses portes à Los Angeles, là où Meryl, fille du couple Hadida s'est installée. Elle dirige la boutique, située à West Hollywood, dans un espace de trois étages. Il s'agit de la seule boutique de l'enseigne consacrée à l'art et au mobilier : selon Meryl, à Los Angeles, les gens ne « s'habillent pas autant et il n'y a pas vraiment de saison ». La boutique présente la plus importante collection des États-Unis de mobiliers de la maison de design italienne Fornasetti, connue pour orner ses produits de dessins surréalistes. Leclaireur entretient depuis longtemps un lien avec Fornasetti, qui produit des séries limitées et des spécificités exclusives pour les États-Unis,. 
En 2017, Leclaireur dispose de quatre points de vente à Paris. Ces boutiques commercialisent des produits liés à la mode, au lifestyle et au design.